# Karl Samuel Andersch
Karl Samuel Andersch (17 settembre 1732 – Königsberg, 1777) è stato un medico e anatomista tedesco.
Discepolo di Albrecht von Haller, fornì la prima descrizione del cosiddetto ganglio petroso del nervo glossofaringeo.